# Troglodytes rufociliatus
El chochín cejirrufo o chivirín ceja rufa (Troglodytes rufociliatus) es una especie de ave paseriforme de la familia Troglodytidae nativa de América Central.

## Distribución y hábitat
Se encuentra en El Salvador, Guatemala, Honduras, y sur de México y Nicaragua. Su hábitat natural es el bosque húmedo montano tropical. No tiene subespecies reconocidas.